# Luka Loczoszwili
Luka Loczoszwili, gruz. ლუკა ლოჩოშვილი (ur. 29 maja 1998 w Tbilisi, Gruzja) – gruziński piłkarz, grający na pozycji obrońcy.

## Kariera piłkarska

### Kariera klubowa
Wychowanek Akademii Piłkarskiej Dinama Tbilisi. 18 listopada 2016 rozpoczął karierę piłkarską w tbiliskim klubie. 30 sierpnia 2017 podpisał kontrakt z Dynamem Kijów. 20 marca 2018 wrócił do Dinama Tbilisi, ale na zasadach wypożyczenia. 7 lutego 2019 został wypożyczony do MŠK Žilina. 17 stycznia 2020 za obopólną zgodą kontrakt został rozwiązany. Piłkarz wrócił do Dinama Tbilisi, a 24 sierpnia 2020 przeszedł do austriackiego Wolfsbergera.

### Kariera reprezentacyjna
W 2017 debiutował w młodzieżowej reprezentacji Gruzji. Wcześniej występował w juniorskich reprezentacjach Gruzji.

## Odznaczenia
- Order Honoru – 2024[5][6][7][8]